# گاندسوماگل
گاندسوماگل (به دانمارکی: Gundsømagle) یک منطقهٔ مسکونی در دانمارک است که در شهرداری روسکیلد واقع شده‌است. گاندسوماگل ۲٬۳۷۱ نفر جمعیت دارد.